# Neogampsocleis mokanshanensis
Neogampsocleis mokanshanensis är en insektsart som först beskrevs av Andrew Nelson Caudell 1921.  Neogampsocleis mokanshanensis ingår i släktet Neogampsocleis och familjen vårtbitare. Inga underarter finns listade i Catalogue of Life.